# Óriásamőba
Az óriásamőba (Amoeba proteus, korábban Chaos diffluens) az Amorphea Amoebozoa kládjának Euamoebida csoportjába tartozó eukarióta egysejtű. Élőhelye mindig nedves, vizes környezet. Heterotróf életmódot folytat (szerves anyagokat fogyaszt, szerves törmeléket és baktériumokat). Nagysága 0,2-0,5 milliméter.

## Leírás
A citoplazmát határoló sejthártya vékony és nagyon rugalmas. Igen nagy alakváltozásokat tesz ez lehetővé, állábakat tud létrehozni a citoplazma töménységváltozásával. Ezek az állábak a mozgás és a táplálékszerzés sejtszervecskéi. A táplálékszerzés bekebelezéssel, endocitózissal történik. Ezt fagocitózisnak nevezzük, ha szilárd táplálékot kebelez be, és pinocitózisnak, ha folyékonyat. Az endocitózis során keletkezett táplálékkal telt hólyagban csak táplálék van. A táplálékkal telt hólyag egyesül a lizoszómával, amiben emésztő enzim van. Így jön létre az emésztőűröcske, amelyben a lebontófolyamatok zajlanak. Az emésztőűröcske a lebontás során szép lassan átalakul maradványtestté, ebben már csak salakanyag van. Ebből lesz később az ürítőhólyagocska, amely exocitózissal kiüríti a külvilágba a salakanyagokat.

## Részei
- sejtmag (karyon, nucleus) feladata: örökítés és anyagcsere irányítása
- sejtplazma (citoplazma)
- sejthártya (citomembrán)
- álláb (pseudopódium)

## Előfordulása
- vizek tisztítása